# شعب الهندو

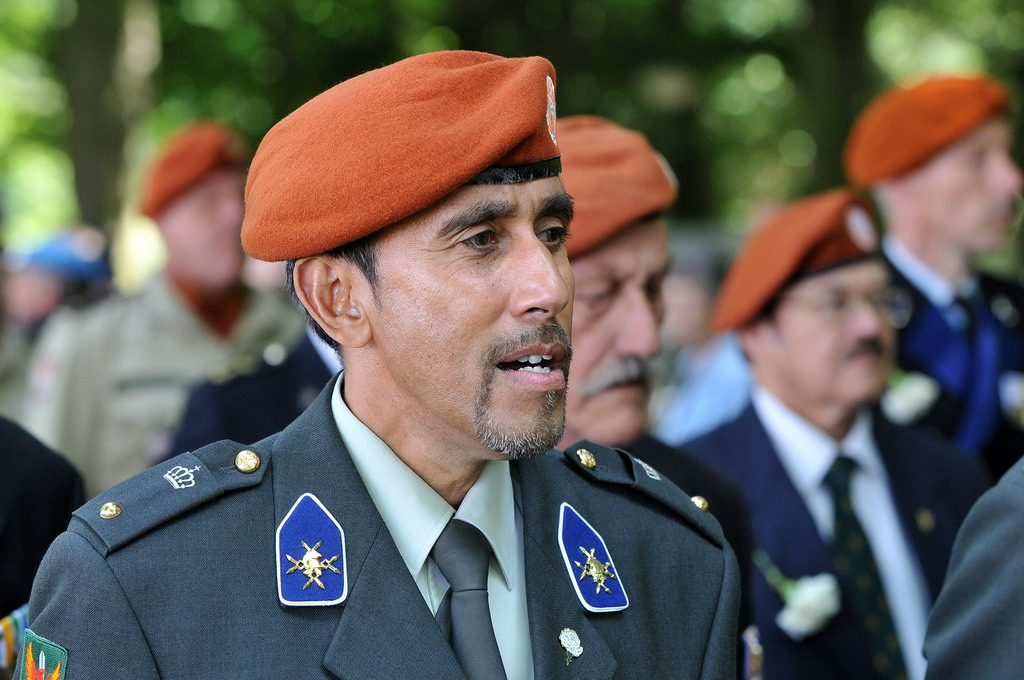
عيد المحاربين القدامى 2010 لاهاي

الهندو شعب أوراسي يعيش في إندونيسيا أو يرتبط بها. يشير المصطلح، بالمعنى الدقيق للكلمة، إلى الأشخاص في جزر الهند الشرقية الهولندية السابقة الذين تمتعوا بوضع قانوني في أوروبا ولكنهم من أصول هولندية وإندونيسية أصلية مختلطة بالإضافة إلى ذريتهم في وقتنا هذا.
بمفهوم أشمل، ينتمي أي شخص من أصول أوروبية وإندونيسية مختلطة إلى شعب الهندو. يرتبط الهندو بالثقافة الاستعمارية لجزر الهند الشرقية الهولندية السابقة، وهي مستعمرة هولندية في جنوب شرق آسيا سبقت إندونيسيا الحديثة عقب إعلان استقلالها بعيد الحرب العالمية الثانية. طُبَق هذا المصطلح على الأشخاص المتعارف بأنهم من أصول هولندية وإندونيسية مختلطة، أو أنه مصطلح يُستخدم في جزر الهند الشرقية الهولندية لوصف الأوروبيين الذين يمتلكون أصول آسيوية جزئية. غالبًا ما كانت الأصول الأوروبية لهؤلاء السكان هولندية، ولكنها شملت كذلك البرتغاليين والبريطانيين والفرنسيين والبلجيكيين والألمان وغيرهم.
جرى تدوين مصطلح «الهندو» للمرة الأولى من عام 1898، باعتباره اختصارًا للمصطلح الهولندي الهند الأوروبية. استُخدم العديد من المصطلحات الأخرى في فترات مختلفة، منها الإندونيسيون الهولنديون والأوروآسيويون والأوروبيون الهندو والهولنديين الهندو.

## معلومات عامة
في اللغة الإندونيسية، يشيع استخدام مصطلحات مرادفة للهندو وهي السنجو (للذكور) وبيلاندا هندو وهندو بيلاندا والتي تعني الأوراسي: أي الشخص ذو النسب الأوروبي والإندونيسي. الهندو اختصار لمصطلح الهند الأوروبية الذي نشأ في جزر الهند الشرقية الهولندية في القرن التاسع عشر باعتباره مصطلحًا غير رسمي لوصف الأوروآسيويين. يُعتبر مصطلح إنديش اختصارًا للمصطلح الهولندي إنديش نيدرلاندر، وهو مصطلح يمكن استخدامه لوصف كل من يرتبط بجزر الهند الشرقية الهولندية. في هولندا، يصف مصطلح إنديش نيدرلاندر جميع المواطنين الهولنديين الذين كانوا يعيشون في جزر الهند الشرقية الهولندية، سواء كانوا من أصول هولنديه أو مختلطة. للتمييز بين المصطلحين، يُعرف الأوروآسيويون بالهندو بينما يُلقب الهولنديون الأصليون بالتوتوك. في جزر الهند الشرقية الهولندية (إندونيسيا حاليًا)، شكل شعب التوتوك (القادمين الجدد من الأوروبيين) مع السكان الأصليين مجتمعًا متجانسًا عنصريًا وثقافيًا واجتماعيًا. اعتنقوا المسيحية منذ القدم وكانوا يتحدثون باللغة الهولندية والبرتغالية والإنجليزية والإندونيسية. قورنوا بالأفريقان من جنوب أفريقيا، والذين يشتركون معهم بأصولهم وثقافاتهم الهولندية، إلا أنهم ليسوا من عرق مختلط.
في القرنين السادس عشر والثامن عشر، كان يُشار إلى الأوروآسيويين بمصطلح ميستيسو البرتغالي أو الملونين. علاوة على ذلك، يمكن الاطلاع على مجموعة واسعة من المصطلحات التي تصف هذه الشعوب في الكتابات الأدبية.

## تاريخ التجارة والاستعمار الأوروبي في جنوب شرق آسيا (القرن السادس عشر - 1949)

### البرتغاليون والإسبان في جنوب شرق آسيا (القرن السادس عشر)
ينحدر الأوروآسيويون في جزر الهند الشرقية الهولندية من سلالة الأوروبيين الذين سافروا إلى آسيا في الفترة ما بين القرن السادس عشر والقرن العشرين. كان التجار البرتغاليون والإسبان من أوائل الأوروبيين الذين عاشوا في جنوب شرق آسيا. عثر المستكشفون البرتغاليون على طريقين تجاريين إلى آسيا، حيث أبحروا حول جنوب أفريقيا أو الأمريكيتين ليحتكروا المنطقة تجاريًا. في مطلع القرن السادس عشر، أنشأ البرتغاليون مراكز تجارية هامة في جنوب شرق آسيا، والتي كانت مجموعة متنوعة من الممالك والسلطنات والقبائل المتنافسة والتي انتشرت في إقليم ضخم من شبه الجزيرة والجزر. تواجد أحد المعاقل البرتغالية الرئيسية في جزر الملوك (جزر مالوكو أو جزر التوابل) الأسطورية. حقق الإسبان وجودًا مهيمنًا في الشمال في الفلبين. ساهمت هذه التطورات التاريخية في بناء أساس للمجتمعات الأوروبية الآسيوية الكبيرة في هذه المنطقة. تنحدر الأسر الأوروآسيوية القديمة في الفلبين من أصل إسباني. يعود أصل أقدم أسر الهندو إلى التجار والمستكشفين البرتغاليين، ومن أسماء أسر الهندو القديمة سيماو ودي فريتس وبيريرا وهنريكس، وما إلى ذلك.

### الهولنديون والإنجليز في جنوب شرق آسيا (القرن السابع عشر والثامن عشر)
خلال عشرينيات القرن السابع عشر، أصر جان بيترسون كوين على إرسال الأسر والأيتام من هولندا ليقطنوا في المستعمرات. نتيجة لذلك، أُرسل عدد من النساء العازبات وأنُشئ دار للأيتام في باتافيا لتربية الفتيات الأيتام الهولنديات ليصبحن عرائس في الهند الشرقية. نحو عام 1650، انخفضت حالات الزواج المختلط بشدة، والي تكررت في السنوات الأولى من عهد شركة الهند الشرقية الهولندية. سُجل عدد كبير من النساء من هولندا على أنهن متزوجات في الأعوام التي تقارب 1650. قدم نحو نصف عرائس الرجال الأوروبيين في باتافيا من أوروبا. كان العديد من هؤلاء النساء أرامل، سبق لهن الزواج في جزر الهند، إلا أن نصفهن تقريبًا كن عازبات من هولندا يتزوجن لأول مرة. واصلت أعداد كبيرة من النساء الإبحار شرقًا إلى جزر الهند آنذاك. تمثل قوائم ركاب السفن من القرن السابع عشر دليلًا على ذلك. انخفضت أعداد المسافرين إلى آسيا انخفاضًا كبيرًا في وقت لاحق من القرن السابع عشر.
نظرًا لقلة عدد السكان الهولنديين في بلدهم، تعين عليهم ملء وظائفهم في آسيا بالبحث عن مرشحين للهجرة إلى الخارج في المناطق الفقيرة في شمال غرب أوروبا. كان معظم موظفي شركة الهند الشرقية الهولندية في الأصل من التجار والمحاسبين والبحارة والمغامرين. في عام 1622، تألفت معظم الثكنات التي بلغ عددها 143 في باتافيا من الأجانب (أغلبهم من الألمان)، بالإضافة إلى الفرنسيين والأسكتلنديين والإنجليز والدنماركيين والفلمنك والوالون (شكلوا نصف العاملين في شركة الهند الشرقية الهولندية الإجمالي). ضمت الجماعات الأوروبية التي عاشت في باتافيا النرويجيين والإيطاليين والمالطيين والبولنديين والأيرلنديين والإسبان والبرتغاليين والسويديين. سافر الآلاف من السويديين إلى الشرق على متن السفن الهولندية. استقر العديد منهم في باتافيا لفترات طويلة. كان بعض المستوطنين في القرن الثامن عشر ومطلع القرن التاسع عشر رجالًا عازبين، وتزوجوا من السكان المحليين، بينما جلب آخرون عائلاتهم. شجعت الحكومة الاستعمارية هذا الأمر لاحقًا، ولكن إلى حد ما للحفاظ على سيطرتها على المنطقة. كان شعب الهندو من أصل برتغالي موضع ترحيب للاندماج. نشأ مجتمع هندي أوروبي في جزر الهند الشرقية، وعلى الرغم من أن معظم أفراده أصبحوا مواطنين هولنديين، غلبت عليهم الثقافة الأوروآسيوية، مع التركيز على التراث الآسيوي والأوروبي على حد سواء. هيمنت ثقافة الهندو على المجتمع الأوروبي في جزر الهند التي اندمج فيها المستوطنون الأوروبيون المولودون خارجًا. تبنى الأوروبيون غير المولودين في المنطقة ثقافة الهندو وعاداتهم. لم يتعرض نمط الحياة في الهند (كاللغة واللباس) للضغط على الغرب إلا في القرون التي تلت الاستعمار الهولندي الرسمي. تغير ذلك بعد الاستعمار الهولندي الرسمي في القرن التاسع عشر. 
وظّف النظام الاستعماري الرجال الأوروآسيويين في الدوائر المدنية والعسكريين على حد سواء، إذ استفاد من إتقانهم للغتين. قدم عدد قليل من النساء الأوروبيات إلى جزر الهند خلال فترة شركة الهند الشرقية الهولندية لمرافقة المديرين والجنود القادمين من هولندا. يوجد العديد من الدلائل التي تشير إلى عناية ضباط شركة الهند الشرقية الهولندية لأطفالهم غير الشرعيين من الأوروآسيويين: إذ أرسلوا الأولاد أحيانًا إلى هولندا لتلقي التعليم، وبعضهم لم يعُد إلى إندونيسيا قط.  بالنظر إلى الأدلة على أسماء عائلة برتغالية عمرها قرون، امتلك العديد من الهندو روابط قرابة أمومية داخل المجتمعات الأوروآسيوية، زعم تيلي روبنسون بأن أصل الهندو كان واجهة زائفة ضعيفة قائمة على أساس هولندي، ولكنها تنبع من ثقافة ميستيزو قديمة يعود تاريخها إلى بداية الانخراط الأوروبي في آسيا.
في عام 1720، تألف سكان باتافيا من 2000 أوروبيًا، معظمهم من التجار الهولنديين (2.2 % من مجموع السكان) و1100 أوروآسيويًا و11,700 صينيًا و9,000 من غير الإندونيسيين الآسيويين من الثقافة البرتغالية و600 مسلم عربي هندي و5,600 مهاجر من اثنتي عشرة جزيرة و3,500 ماليزيًا و27,600 جاويًا وباليًا و29,000 من العبيد من أصول عرقية مختلفة، بمن فيهم الأفارقة.
بحلول بداية القرن الثامن عشر، توافد عدد من الأوروبيين إلى ملقا الذين اتخذوا منها موطنًا جديدًا لهم وأصبحوا جزءًا من مجتمع ملقا الهولندي.

### الهند الشرقية الهولندية (1800 -1949)
في عام 1854، شكّل الأوروآسيويون أكثر من نصف الأوروبيين البالغ عددهم 18,000 في جاوة. في تسعينيات القرن التاسع عشر، استوطن 62,000 مدنيًا أوروبيًا في جزر الهند الشرقية الهولندية، ومعظمهم من الأوروآسيويين، وشكلوا أقل من 0.5% من السكان. تضاءل تأثير الهندو على طبيعة المجتمع الاستعماري في أعقاب الحرب العالمية الأولى وفتح قناة السويس، عندما توافد عدد كبير من الأسر الهولندية البيضاء.
بحلول عام 1925، تزوج 27.5 % من الأوروبيين في إندونيسيا من السكان الأصليين أو مختلطي الأصل، وهي نسبة بقيت مرتفعة حتى عام 1940، حيث كانت ما تزال 20%. بحلول عام 1930، تمتع أكثر من 240,000 شخص بوضع أوروبي قانوني في المستعمرة، وشكلوا أقل من 0.5% من السكان. كان نحو 75% من الأوروبيين في الواقع أوروآسويين أصليين عُرِفوا باسم الأوروبيين الهنود. كان معظم الهولنديين المعترف بهم قانونًا من الهندو الأوروآسيويين الذين تحدثوا بلغتين. لم يشكل الأسلاف الأوروآسيويون عائقًا أمام الطبقات العليا من المجتمع الاستعماري. في عام 1940، قُدرت نسبة الهندو بـ80% من سكان أوروبا، والذي بلغ عددهم في تعداد السابق 250,000 نسمة.
اقترحت حركة هندية بقيادة تحالف الهند الأوروبية فكرة الاستقلال عن هولندا، إلا أن أقلية من الهندو بقيادة إرنست دويس ديكر وبي. إف. داهلر انضمت إلى حركة الاستقلال الإندونيسية الأصلية. جيراردوس يوهانس بيرينشوت أحد الهندو المعروفين في جزر الهند الشرقية الهولندية.